# Tropske kišne šume na Sumatri
Tropske kišne šume na Sumatri su UNESCO-ova svjetska baština koju čine tri nacionalna parka na indonezijskom otoku Sumatri. Oni su upisani na popis mjesta svjetske baštine u Aziji 2004. godine zbog "svoje izvanredne slikovite ljepote, kao jedinstveni lokaliteti neprekidnih ekoloških i bioloških procesa u kojima obitava značajan broj endemskih vrsta". God. 2011. Tropske kišne šume na Sumatri su upisane i na popis mjesta ugrožene svjetske baštine zbog "podizanja svijesti o potrebi zaštite protiv krivolova, ilegalne sječe drva i bespravnog krčenja šume za stvaranje poljoprivrednog zemljišta i putova, koji prijete ovoj svjetskoj baštini"

## Odlike
Tropske kišne šume na Sumatri se sastoje od tri nacionalna parka: Gunung Leuser (GLNP) (8.629,75 km²), Kerinci Seblat (KSNP) (13.753,5 km²) i Bukit Barisan Selatan (BBSNP) (3.568 km²) koji zajedno čine 25.000 km² zaštićenog područja. U samo posljednjih 50 godina samo su ova tri područja preostala od nekada prostrane tropske kišne šume koja je prekrivala cijeli otok Sumatru.
Sva tri nacionalna parka se nalaze na kralježnici planina Bukit Barisan, poznatima kao "Ande Sumatre", te predstavljaju značajnu planinsku pozadinu razvijenih nizinskih područja Sumatre u duljini od 1.650 km. U tom području se nalaze slikovita područja najvišeg jezera jugoistočne Azije, Gunug Tujuh, divovski vulkan Kerinci, te brojni drugi manji vulkani i ledenjačka jezera u gustim šumama.
Naposljetku, sva tri parka se odlikuju velikom raznovršnošću živog svijeta (bioraznolikost), te u njima obitava oko 10.000 biljnih vrsta, od kojih je 17 ugroženih rodova. To čini 50% biljnih vrsta Sumatre, među kojima je i najveći cvijet na svijetu (Rafflesia arnoldi) i najviši cvijet na svijetu (Amorphophallus titanum).
Tu se nalazi i više od 200 vrsta sisavaca od kojih su 465 autohtonih vrsta, 22 azijskih vrsta, 15 vrsta se mogu samo naći u Indoneziji, a više od 21 vrste su endemi, poput jako ugroženog sumatranskog orangutana.
| Slika                            | Područje              | Osnutak i površina  | Lokacija                                         | Koordinate                          | Odlike |
| -------------------------------- | --------------------- | ------------------- | ------------------------------------------------ | ----------------------------------- | --- |
| Rezervat orangutana Bukit Lawang | Gunung Leuser         | 1980. (8.629,75 m²) | Granica pokrajina Sjeverna Sumatra i Aceh        | 3°30′N 97°30′E / 3.500°N 97.500°E   | Nacionalni park Gunug Leuser je dug 150 km i preko 100 km širok i pretežno je planinski. On pokriva većinu zapadnog dijela planine Barisan, zapadnog Alasa i istočnog Barisana, a podijeljen je napola dolinom Alas. Neke od važnijih vrsta koje žive tu su: orangutan, Sumatranski nosorog, i svinjorepi majmun, Rueckova plava muharica (Cyornis ruckii) i Bijelo-krila šumska patka (Asarcornis scutulata); te biljke: Rafflesia arnoldi i Amorphophallus titanum. |
|                                  | Kerinci Seblat        | 1999. (13.750 km²)  | Zapadna Sumatra, Jambi, Bengkulu i Južna Sumatra | 2°25′S 101°29′E / 2.417°S 101.483°E | Nacionalni park Kerinci Sablat u središtu Sumatre se proteže 350 km niz kralježnicu planine Bukit Barisan. Tri četvrtine parka čini litica planine, a njegova najviša točka je veličanstveni aktivni vulkan Gunung Kerinci, koji je s 3.805 m najviši vrh u Sumatre i najviši vulkan u Indoneziji. To je aktivan. U njegovoj neposrednoj blizini je izuzetno lijepo kratersko jezero Gunung Tujuh na visini od 1.996 m. Od 18 endemskih i 71 ugroženih vrsta životinja ističu se sisavci: Bornejski oblačasti leopard, azijski tapir i sumatranski nosorog, te ptice: Bijelo-krila šumska patka i sumatranska kukavica. Od biljaka najpoznatije su: Hopea beccariana i Shorea ovalis. |
| Sumatranski nosorog              | Bukit Barisan Selatan | 1982. (3.568 m²)    | Lampung, Bengkulu i Južna Sumatra                | 5°15′S 104°10′E / 5.250°S 104.167°E | Nacionalni park Bukit Barisan Selatan je također 350 km dug, ali samo 45 km širiok u prosjeku.Sjeverne dvije trećine su planinsko područje, u prosjeku 1.500 m visine s najvišom točkom vrha Gunung Pulung, visine 1.964 m. Južna polovica je niža, 90 km je poluotok i park graniči s morem polovicom svoje duljine. Deseci rijeka potječu kroz park, a postoji i nekoliko jezera i termalnih izvora. Od 8 endemskih i 25 ugroženih vrsta životinja najvažnije su: sumatranski nosorog, sumatranski slon (Elephas maximus sumatranus), sumatranski tigar, sumatranski zec (Nesolagus netscheri) i sedmopruga usminjača.                                                              |

## Vanjske poveznice
- Nacionalni park Gunung Leuser  Arhivirana inačica izvorne stranice od 24. prosinca 2010. (Wayback Machine) (indn.)
- Ministarstvo šumarstva: kratak opis  Arhivirana inačica izvorne stranice od 5. veljače 2010. (Wayback Machine) (engl.)
- Taman Nasional Bukit Barisan Selatan  Arhivirana inačica izvorne stranice od 1. prosinca 2018. (Wayback Machine) (engl.)
- WWF: Illegally grown coffee threatens tiger habitat in Indonesia (engl.)